# Кучуков, Сулайман Джунусович
Сулайма́н Джунусо́вич Кучу́ков (11 июля 1889, с. Уч-Коргон, Алай-Гульчинская волость — 2 ноября 1931) — киргизский военный деятель, штабс-ротмистр Русской императорской армии. Участник Первой мировой войны.

## Биография
Сулайман Кучуков родился в 1889 году в селе Уч-Коргон Наманганского уезда. По происхождению кыргыз из рода кыпчак. В 1906 году Сулайман с отцом пригнали скот на Алайский базар в Ташкент, на рынке Сулайман заблудился и потерял отца, его усыновил башкирский купец Жунус Кучуков, Сулайман унаследовал его фамилию.
В 1911 году он устроил Сулаймана в известный Неплюевский Оренбургский кадетский корпус. В 1914 году году Сулайман окончил с отличием Оренбургский кадетский корпус, в том же году в составе 1-го Туркестанского стрелкового полка он пошел воевать против Германской империи.
От брака с Хасият Миркаримовой всего родилось 13 детей, но выжили только восемь. Двое из них — оперные певицы Ойниса и Рафаат Кучликовы. Многие в Ташкенте воспринимали сестер уже как представительниц узбекского народа, хотя и отмечали в их языке специфический говор.

## Военная деятельность
О воинской службе до Первой Мировой Войны почти ничего не известно.
На фронте же ПМВ командовал конной разведкой 1-го Туркестанского стрелкового полка.
Во время боёв близ Пинска погиб генерал Гуревич — близкий родственник династии Романовых. Его тело повисло на колючей проволоке. Неоднократные попытки снять останки генерала заканчивались гибелью русских офицеров и солдат. Кучуков вызвался добровольцем и смог доставить к своим тело боевого товарища. За этот геройский поступок английский посол наградил его орденом Великобритании.
В 1916 году получил боевое ранение. Его назначили начальником государственных конюшен. Для скорейшей реализации планов по конюшням перевёл в город Ош Куршабские Госконюшни и Кашгар-Кишлакский Конезавод. По легенде, С. Кучуков был инициатором создания ташкентского ипподрома.
Вернувшись с Юго-Западного Фронта ПМВ в ноябре 1917-года принял участие в мятеже Атамана А.И Дутова и в захвате Оренбурга, но после разгрома отряда вернулся в родину — на город Ош.
До 1920-года сражался в отряде Мадаминбека, в чине полковника, где состояли «крестьяне» Монстрова, басмачи курбаши Мойдунбека и офицеры Памирского погранотряда. С. Кучуков лично руководил штурмом городов Ош и Джалал-Абад в сентябре 1919 г. Позже по предложению Монстрова создал свой полк — Кара-Киргизский, где для этого ходил в село Гульча, набрать 200 метких охотников и дальше обучать их кавалерийскому обучению.

В 1920-м феврале, Кучуков порывает с белыми союзниками. А затем явился с повинной в штаб Ферганского фронта и заявил о своем переходе на сторону советской власти. В июне того же года основал 1-й Кара-кыргызский кавалерийский полк, в который вошли внуки Курманджан-датки Камчыбек Кадырбеков, Жамшитбек Карабеков, а также Барманас Сулайманов и другие представители именитых кыргызских семей южного Кыргызстана и отличились они тем что сделали успешное наступление на басмачей, закрепившихся на Памиро-Алае, а также принимал активное участие в ликвидации Бухарского эмирата. За разоружение Старо-Маргеланского полка, внушавшего сомнение в его лояльности к Советам, командир полка был отмечен именными золотыми часами. Надпись на них гласила: «Честному воину РККА от РВС Туркфронта». Героизм этого полка отмечал также Михаил Фрунзе :
В половине минувшего мая обстановка потребовала направления в Алайскую долину особого отряда для разгрома сосредоточившихся там басмаческих шаек. Несмотря на то, что поход пришлось совершать по высокому Алайскому хребту, неоднократно проходить по крутым, каменистым перевалам при тяжелых климатических условиях, пробивая себе дорогу боем, отряд блестяще выполнил свою задачу, разметал всю басмаческую организацию и гнал её остатки до бухарского города Гарма. Особой лихостью и энергией отличился Кара-киргизский дивизион, показавший себя отлично сплоченной, дисциплинированной и вполне надежной частью. Считаю для себя приятным долгом отметить столь беззаветно доблестную службу конного отряда и объявляю всему командному составу и товарищам красноармейцам самую сердечную благодарность…
23 февраля 1919 года для борьбы с контрреволюцией и иностранной интервенцией был образован Туркестанский фронт, командующим которого стал кыргызстанец Михаил Фрунзе (по национальности — молдаванин). Фрунзе начал дипломатические переговоры с мятежниками, он понимал и говорил по-кыргызски.
В июне 1920-го в состав Ферганской кавалерийской бригады под командованием бывшего лейтенанта Австро-венгерской армии, чешского революционера Эрнеста Кужелло вошел 1-й Кара-кыргызский полк Кучукова.
Соединение активно участвовало в ликвидации басмачества в Ошском уезде, Фергане и Таджикистане. За эти боевые заслуги первая воинская часть страны была награждена орденом Боевого Красного знамени.
В 1925 году его полк расформирован, но полк был первой регулярной воинской частью на территории нынешнего Кыргызстана, она стала основой ново-созданной в 1925-м году Кыргызского отдельного кавалерийского эскадрона.
Сам Кучуков погиб в 1931-м либо 1932-м году при неизвестных обстоятельствах в возрасте 42-43 лет. Известно то что он якобы погиб от рук «классового врага». Однако его дочь впоследствии свидетельствовала о том, что отца сначала вызвали в Москву, якобы на повышение, а потом его тело было найдено «растерзанным на железнодорожных путях».